# Maria Börjesson
Maria Börjesson, född Bratt 1974 i Stockholm, är en svensk civilingenjör i teknisk fysik och professor i nationalekonomi med inriktning mot transporter vid Statens väg- och transportforskningsinstitut (VTI). Börjesson är även affilierad professor vid Kungliga Tekniska högskolan (KTH) i Stockholm.
Börjesson har författat ett flertal artiklar om infrastruktur och dess kostnadseffektivitet samt om trängselskatterna i Stockholm och Göteborg. Hon är bland annat kritisk till höghastighetsbanor för tåg med argumentet att de är alldeles för kostsamma vis-à-vis negligerbar klimateffekt och lönsamhet. Börjesson är medförfattare tillsammans med professor Jonas Eliasson, till en rapport till Finanspolitiska rådet – Kostnadseffektivitet vid val av infrastrukturinvesteringar, Rapport till Finanspolitiska rådet 2015/1. Börjesson är också medförfattare till SNS Konjunkturrådsrapport 2016: Vart är vi på väg? Systemfel i transportpolitiken.